# Tena Kourou
Der Tena Kourou (Ténakourou) ist mit 749 m der höchste Berg Burkina Fasos. Er liegt in einem Sandsteintafelland an der Grenze zu Mali im Westen des Landes.
Der Name Tenakourou bedeutet auf Dioula „der Hügel von Tena“. Tena ist der Name des Dorfes mit rund 600 Einwohnern, das am Fuße des Gipfels liegt.